# خورشیدگرفتگی ۱۹ اوت ۱۸۸۷
خورشیدگرفتگی ۱۹ اوت ۱۸۸۷ (به انگلیسی: Solar eclipse of 19 August 1887) یک خورشیدگرفتگی از نوع خورشیدگرفتگی کلی بود. این خورشیدگرفتگی در تاریخ ۱۹ اوت ۱۸۸۷ روی داد که زمان اوج آن، ساعت ۵:۳۲:۰۵ به‌وقت ساعت هماهنگ جهانی بوده‌است. مدت‌زمان و طول این خورشیدگرفتگی ۰۳ دقیقه و ۵۰ ثانیه بود.